# دفيل (نبات)
دَفِيل هو جنس من النباتات المزهرة التي تنتمي إلى فصيلة ديلنية. لديها حوالي 30 نوعًا استوائيًا جديدًا وهي واحدة من أكثر الأجناس تنوعًا من النبات المستقل والكروم والشجيرات المنتصبة أو الفاضحة (المتسلقة). مهدها بين المكسيك وأمريكا الاستوائية. توجد في بلدان ؛ بليز، بُلِفية،  البرازيل، كلمبية، كستريكة، كوبة، إكوادور، غيانا الفرنسية، غوتمالة، غيانة، هندوراس، جميكة، المكسيك، نكرغوة، بنمة، برغواي،  بيرو، سُرِنام، ترينيداد توباغو وفنزولة . 

## الموطن
توجد في الغابات الرطبة أو الرطبة غالبًا في غابات الصنوبر الجبلية. أيضا في فُرَج الغابات والحدود. تتمع الدفيل الإهليلجي و Davilla nitida بخصائص يمكن استخدامها في علاج القرحة الهضمية . تم استخدام أوراق الدفيل الإهليلجي في الطب التقليدي لعلاج أمراض مثل الالتهابات والتقرحات الأخرى. 